# Camilla acutipennis
Camilla acutipennis is een vliegensoort uit de familie van de Camillidae. De wetenschappelijke naam van de soort is voor het eerst geldig gepubliceerd in 1865 door Loew.